# Cime de Sistron
La cime de Sistron est un sommet des Alpes. Elle culmine à 2 603 mètres d'altitude, il s'agit du sommet des pistes de la station d'Isola 2000.
La cime est desservie par un télésiège à attaches fixes de 2 places (tsf2) Poma installé en 1975. Cette cime est réputée pour le panorama qu'elle offre : il est possible par jour de beau temps d'apercevoir la mer et les premiers grands sommets des Alpes du Nord (Viso, Cervin, Grand Combin).